# Turo Raapoto
Turo a Raapoto, ou Turo Raapoto (parfois orthographié Duro Raapoto), né le 16 mars 1948 et mort le 7 mai 2014 à Ra’iātea (Polynésie française), est un linguiste, écrivain et théologien polynésien. Il était le fils du très respecté Samuel Raapoto, et l'ami d’Henri Hiro.
Turo a Raapoto est notamment célèbre pour avoir conçu un système graphique permettant de transcrire la langue tahitienne. Ce système fut également adopté pour d'autres langues de Polynésie française: en particulier, il fut adopté en 2001 par l'Académie marquisienne, pour transcrire le marquisien.

## Voir également